# Hujowa Górka

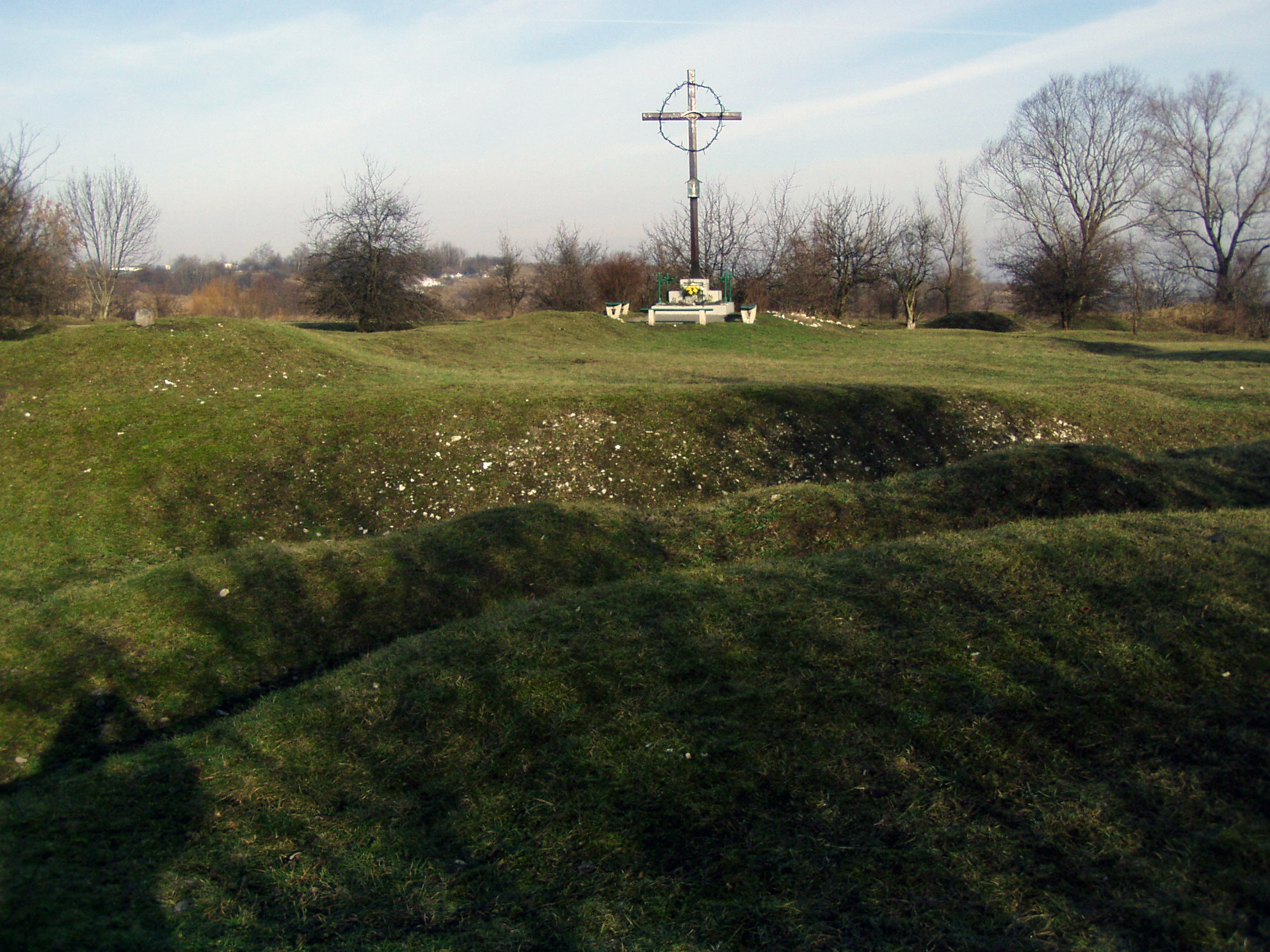
Hujowa Górka nel 2008

Hujowa Górka (scritto anche Chujowa Górka) è una località, sita nei pressi del campo di concentramento di Kraków-Płaszów, in Polonia, dove nell'aprile 1944, nell'ambito dell'Olocausto, i soldati tedeschi fecero riesumare e incenerire i cadaveri di circa diecimila ebrei precedentemente assassinati, per nascondere le prove dei loro crimini prima di ritirarsi dalla zona.
Il nome del luogo deriva dal cognome dell'Unterscharführer Albert Hujar (scritto anche Huyar), colui che commise e diresse le esecuzioni. La pronuncia del cognome di Hujar è simile a quella di un'espressione volgare in lingua polacca che significa "pene", dunque alla località è stato affibbiato tale nome in senso derisorio e canzonatorio.

## Nella cultura di massa
La scena della riesumazione dei cadaveri degli ebrei a Hujowa Górka è presente nel film del 1993 Schindler's List - La lista di Schindler, dove il ruolo di Albert Hujar è interpretato dall'attore Norbert Weisser.